# مقاطعة جاكسون (تينيسي)
مقاطعة جاكسون (بالإنجليزية: Jackson County, Tennessee)‏ هي إحدى مقاطعات ولاية تينيسي في الولايات المتحدة. ، وتبلغ مساحتها 828 كم2، بلغ عدد سكانها 11638 نسمة في عام 2010 حسب إحصاء مكتب تعداد الولايات المتحدة وتصل الكثافة السكانية فيها 14 نسمة/كم2.

## وصلات خارجية
- www.jacksoncotn.com